# ناينتولوجي أوتلوك بيور
ناينتولوجي أوتلوك بيور (بالإنجليزية: Ninetology Outlook Pure)‏ هو هاتف ذكي يعمل بنظام أندرويد بشاشة لمس، طُرح في الأسواق في 16 مايو 2013.

## الخصائص
- نظام التشغيل: أندرويد
- الكاميرا الأمامية: 2 ميجابكسل
- الكاميرا الخلفية: 0.3 ميجابكسل
- الشاشة: إل سي دي 1024× 600
- الوزن: 330 غرام
- المعالج: 1.0 جيجا هرتز
- الذاكرة: 1 جيجابايت رام